# K2-18b
K2-18b ويعرف أيضاً باسم EPIC 201912552 b هو كوكب خارج المجموعة الشمسية يدور حول النجم K2-18 وهو قزم أحمر مرة كل 33 يوماً. يبعد عن الأرض 111 سنة ضوئية، وهو من كوكبة الأسد.
في عام 2019، أعلنت دراستان بحثيتان مستقلتان، ضمتا بيانات من تلسكوب كيبلر الفضائي، مقراب سبيتزر الفضائي، ومرصد هابل الفضائي، عن وجود كميات كبيرة من بخار الماء في الغلاف الجوي لهذا الكوكب، وهو الأول لكوكب في المنطقة الصالحة للحياة.

## الخصائص الفيزيائية
حسب دراسةٍ نشرت في منتصف عام 2017 قد يكون سطح الكوكب صخرياً، وجوّه يوفر عزلاً مماثلاً للأرض، لكن نفس الدراسة تشير أيضاً إلى أن الكوكب قد يكون قوامه في المقام الأول من الماء بكثافة سطح جليدية. حتى الآن، التركيب الدقيق غير معروف. يقع K2-18b في نطاق الكواكب التي يحتمل أن تكون قابلة للعيش عليها بالنسبة للنجم الذي يتبع له الكوكب وقد يكون فيه محيطات من الماء السائل على سطحه